# Ceraticelus similis
Ceraticelus similis là một loài nhện trong họ Linyphiidae.
Loài này thuộc chi Ceraticelus. Ceraticelus similis được Richard C. Banks miêu tả năm 1892.